# Girls Bravo
Girls Bravo (GIRLSブラボー?) es un manga bishōjo, creado por Mario Kaneda y fue publicado en Shōnen Ace desde el 2000 hasta el 2005. En el 2004, AIC realiza una adaptación a anime, transmitido en Fuji TV y luego en WOWOW. El anime ha sido licenciado y distribuido en Estados Unidos por Geneon Entertainment y, TOKYOPOP, el manga. En Singapur, el manga es publicado por Chuang Yi.

## Argumento
La historia comienza con Yukinari, un estudiante que siempre ha sido más bajo que los demás de su edad y a causa de eso las mujeres siempre lo han tratado mal; por este motivo, desarrolló ginefobia, por lo que si las mujeres lo tocan, le sale urticaria.
La vida de Yukinari cambiará completamente cuando por casualidades de la vida viaja, a través de la bañera de su casa, hasta otro planeta llamado Seiren donde se encuentra con Miharu, la única mujer que puede tocar sin sufrir de urticaria (y que además es de su estatura). Desgraciadamente, Seiren es un planeta donde la población masculina es menos del 10%, por lo que son muy disputados entre las mujeres. Si bien las intenciones de las mujeres para con él son lo opuesto a las de las terrícolas, igualmente termina golpeado y sufriendo por los miles de pretendientes que lo quieren, por ello Yukinari pasa muy poco tiempo en este planeta y gracias a los poderes de Miharu retorna a la Tierra. 
Para su sorpresa Miharu viaja con él de regreso y, sin una forma concreta de devolverla, él y Kirie, su mejor amiga y responsable de su viaje, deberán ayudar a la joven a adaptarse a este mundo y a ocultar su secreto.

## Personajes
Yukinari Sasaki (佐々木 雪成?)
Seiyū: Mamiko Noto
El protagonista. Un muchacho que hasta ahora no ha tenido nada de suerte, vive solo en su casa, ya que sus padres se fueron de viaje y lo dejaron cuidando de sí mismo. Su estatura es bajo el promedio en relación con su edad y su rostro el de un niño, por ello se ha ganado el apodo de Mininari (「チビナリ」 "Chibinari"?) por parte de sus compañeros, especialmente de las mujeres, quienes al verlo con esa apariencia abusan y lo humillan desde que era muy pequeño, al punto que ha desarrollado una ginefobia que le produce urticaria al leve contacto con la piel del sexo opuesto. 
Tras un malentendido con Kirie, su mejor amiga, recibe un golpe tan fuerte que lo hace traspasar la barrera entre la Tierra y Seiren, allí conocerá a Miharu, la primera muchacha por la que sentirá atracción y quien volverá a la Tierra para vivir con él ya que es la única mujer que no le produce una reacción alérgica.
Miharu Sena Kanaka (ミハル・セナ・カナカ?)
Seiyū: Ayako Kawasumi
Viene originalmente del planeta Seiren, concretamente de La Ciudad del Bosque Verde. Tiene unas marcas en la frente que le otorga unos extraños poderes. Es muy aficionada a la comida y los baños; pero sobre todo muy ingenua.
Vivía en Seiren con su hermana mayor Maharu y cada día en el agua de la fuente de su casa veía la imagen de Yukinari, hasta que un día este llegó a su mundo a través de esta imagen. 
Vino a la tierra sin saber cómo, ya que en el momento en que Yukinari regresaba deseó estar con él y desde entonces se quedó a vivir en su casa (sus poderes son influenciados por sus deseos y anhelos). Su ingenuidad la lleva a vivir situaciones muy provocativas a ojos del resto. Además es junto a Kirie el blanco de seducción de Fukuyama, pero sin resultado, ya que ella solo tiene ojos para Yukinari.
Maharu Sena Kanaka (マハル·セナ·カナカ?)
Seiyū: Sayaka Ohara
Es la hermana mayor de Miharu, está a punto de cumplir los treinta y aún no tiene novio debido a que vive en Seiren, así que le encarga a Tomoka y Koyomi el trabajo de conseguirle uno, que en primera instancia le traen Fukuyama, pero no le agrada, por tratarse de un pervertido.
Kirie Kojima (小島 桐絵?)
Seiyū: Chiwa Saitō
Es la amiga de la infancia de Yukinari. A pesar de su edad es una de las mujeres más fuertes en la ciudad; muy poco tolerante con Yukinari, le castiga muy seguido cuando este está en una situación comprometedora, aunque casi siempre es inocente. A pesar de lo mucho que lo golpea en realidad lo ama y siempre lo defiende, gracias a ella Yukinari realiza su primer viaje a Seiren (involuntariamente). 
Si bien siempre busca una oportunidad para que florezca el amor entre ella y Yukinari no hay rivalidad con Miharu, a quien ve como una amiga valiosa e irreemplazable. Es el objetivo favorito de Fukuyama y la obsesión de Kosame, desde que la enfrentara y se mostrara como su igual en una pelea. 
Es una de las mujeres más populares de la ciudad y es común que diariamente reciba propuesta de hombres de todas las edades y deba defenderse de todo tipo de pervertidos.
Kazuharu Fukuyama (福山 和春?)
Seiyū: Ryōtarō Okiayu
Es un joven multimillonario que estudia en la misma escuela secundaria con Yukinari, es el más popular entre las chicas, jactándose haber intimado ya con cada una de las estudiantes del instituto. Sufre el mismo problema que Yukinari, también le da urticaria el contacto humano, solo que a él le sucede cuando toca a los hombres (androfobia), por lo que siempre lleva guantes.
Sueña con crear un paraíso donde solo existan mujeres bellas y voluptuosas a su servicio. A pesar de ser muy popular entre el resto de las mujeres, siempre persigue y se propasa con Kirie y sus amigas (ya que son las únicas que no se interesan en él) lo que le hace recibir tremendos castigos. 
A pesar de su personalidad obscena y pervertida, tiene un trato muy diferente con Tomoka, a quien cuida como una hermana pequeña y siempre se preocupa por su seguridad. En comparación del manga Fukuyama ayuda más a los protagonistas que en el anime.
Risa Fukuyama (福山 リサ Fukuyama Risa?)
Seiyū: Yuki Matsuoka
Es la hermana menor de Fukuyama, una muchacha que ha crecido sola, lo cual le ha dado una personalidad mucho más madura que la de su hermano mayor, aunque muy supersticiosa y algo vanidosa. 
Cuando era pequeña solo tenía por amiga a su muñeca Eri, un día encontró una habitación de magia negra en su casa y gracias a un hechizo le dio una corta vida donde ambas se hicieron muy unidas hasta que el efecto del hechizo acabó, posteriormente en sus intentos por resucitarla adquirió gran destreza en la magia negra llegando a crear incluso su propio dios oscuro al cual le reza y se encomienda.
Un día, su horóscopo en la radio dijo que encontraría al amor de su vida en el hombre que llevara un pañuelo, una venda y un llavero de juguete y por circunstancias de la vida se topó con Yukinari quien coincidía con esta descripción y desde entonces hace hasta lo imposible por estar con él. 
A diferencia del anime, en el manga aprende magia para revivir a su gato y no para dar vida al muñeco.
Tomoka Lana Jude (トモカ・ラナ・ジュード?)
Seiyū: Ayaka Saito
Una pequeña niña que es parte de un servicio élite de Seiren que se encarga de buscar personas y de los viajes a la tierra no permitidos, es la compañera de Koyomi en esta labor, aunque uniría a ella tras su segundo viaje con la misión de vigilar las actividades de Miharu en este mundo. 
Controla magia para cambiar de forma a objetos o seres vivientes la cual en algunas ocasiones les causa muchos problemas a todos. Muy orgullosa, se niega a aceptar que aun es una niña y siempre intenta llevar a cabo cosas que según ella prueban su madurez, pero que solo traen problemas para sus amigos.
Una vez en la Tierra la hermana mayor de Miharu le encomendaría encontrar un novio para ella, por lo que al conocer a Fukuyama lo lleva a Seiren, pero este fue rechazado por su actitud pervertida, cosa que le ganó el desprecio de Tomoka, pero tras conocerlo mejor pudo ver que bajo su actitud viciosa había un hombre preocupado por el resto de quien se encariñaría y vería como un hermano mayor.
Koyomi Hare Nanaka (コヨミ・ハレ・ナナカ?)
Seiyū: Masayo Kurata
Es la compañera de Tomoka, su primera misión era llevar de vuelta a Miharu a Seiren, pero luego se le encomendó la tarea de devolverla a la Tierra y quedarse junto a ella vigilándola, paralelo a buscarle un novio a su hermana mayor junto con Tomoka. 
Al provenir de un planeta casi totalmente femenino, tiene una extraña fobia por los hombres (androfobia) aunque no sufre de urticaria ya que es solo por jamás haber convivido con ellos. 
A pesar de su fobia, se ofreció como voluntaria para viajar a este mundo, ya que su padre es terrícola y siempre ha deseado conocerlo, por lo que vio en esta misión la oportunidad de poder encontrarlo.
Su personalidad es muy tímida e insegura, así que aunque es la mayor, la voz cantante la lleva Tomoka, por esto mismo siempre es perseguida por Fukuyama a quien cautivó y quien se divierte acosándola.
Kosame (小雨?)
Seiyū: Nozomu Masu
Es una de las guardaespaldas de Lisa están siempre con ella para protegerla y además para proveerle toda la información que necesite (entre otras cosas). 
Está enamorada de Kirie desde el momento que luchó con ella y se dio cuenta de que no es una persona ordinaria, desde entonces es hasta capaz de dar su vida por ella.
En el manga no tiene mucha participación solo sale en uno poco momentos a comparación del anime que tiene más participación.
Hayate (疾風?)
Seiyū: Takanori Hoshino
Es el otro guardaespaldas de Lisa, también cumple la misma misión que Kosame y está siempre al lado de Lisa para ayudarla en lo que necesite y de vez en cuando para contener los impulsos de Kosame. Es además muy amigo de Tomoka.
Al igual que Kosame, en el manga no tiene mucha participación.
Ebi (えび?) o Gambita
Es una criatura que apareció al llegar Tomoka desde Seiren en su equipaje. Su nombre original es Ebi, pero al español se cambió a Gambita su aspecto es el de una foca blanca con un par de antenas que brillan en la oscuridad, solo puede maullar para comunicarse. Su inteligencia es muy alta y para el mahjong posee la habilidad de un tahúr. 
Le tiene mucho cariño a Lisa la única persona que la trata con cuidado. En general se lleva la peor parte en la aventuras ya que Tomoka suele usarlo como garrote, Miharu trata de comérselo y el resto tiene tan poco cuidado, que recibe golpes de todos. Tiene la habilidad de disparar energía desde su boca con la potencia suficiente para volar un edificio. Cuando Tomoka usa su magia, toma el aspecto de una pequeña y tierna niña incapaz de hablar.
En el manga es lo mismo, solo que Lisa lo quería usar para sus pociones.
Yukina (ユキナ?)
Seiyū: Sakura Nogawa
Personaje exclusivo del anime. Una chica que es muy parecida a Yukinari en el aspecto físico y en el aspecto psicológico (En lo psicológico a Yukina también le sale urticaria cuando toca un hombre y como al principio como paso con Yukinari ella tiene baja autoestima y en lo físico su cara en muy similar a la de Yukinari), ella aparece en dos capítulos pero en el primero solo se le puede ver parte del rostro; su segunda aparición es en el último capítulo (el capítulo 13 de la segunda temporada). 
Quiere que en Seiren ya no existan hombres debido a que no puede tocarlos sin que le salga urticaria, por eso conspira contra el instituto de seguridad espacial para evitar que algún hombre llegue a Seiren y para asegurarse de eso secuestra con ayuda de Hijiri a Miharu al final de la serie.
Yukinari convence a Yukina que no tiene que porque temer a los hombres. En el manga tiene un final distinto al del anime.
Mamoru Machida (町田 守 Machida Mamoru?)
Seiyū Hiroyuki Yoshino
Mamoru es un compañero de Yukinari Sasaki. Él se convierte en un súper héroe que lucha contra la suciedad en el instituto secundario de Mizuno, se convierte en Rayo Escuadrón Mamo Ranger - una parodia de la serie Super Sentai - en la búsqueda de su pasión, aunque a primera vista su "escuadrón" consta sólo de él. 
Tiende a causar más problemas que resolver problemas, con lo cual sus sentidos engañados de la realidad lo llevan a culpar a sus "enemigos malvados".
En el anime, Mamoru se convierte en un aprendiz de Lilica que lo convierte de una molestia leve, a una grave amenaza para la seguridad pública. Allí se explica su obsesión con la limpieza y la temática Super Sentai cuando recuerda como su madre solía golpearlo cuando pequeño si ella consideraba que desordenaba o ensuciaba y como él se fugaba de la realidad viendo estos programas de televisión.
Lilica Stacy (梨々花 ステイジー?)
Seiyū Natsuko Kuwatani
Lilica es la doncella de Fukuyama. Ha luchado en las operaciones militares en Bosnia, Somalia, Chechenia y Afganistán. Lilica es muy inteligente y se ve a menudo con un ordenador portátil, que sirve para varios propósitos, tales como el funcionamiento de los dispositivos mecánicos dentro de la mansión de Fukuyama y el despliegue de software de vigilancia de la Tierra mediante un satélite espía en órbita, es así como encuentra a Kazuharu Fukuyama y los demás. 
Es amable con todos, hasta con Kirie cuando destruye equipos costosos. Sin embargo, se muestra sorpresa cuando Kirie y Yukinari se presentan como amigos de Fukuyama. En el anime coloca a Mamoru Machida como aprendiz después de haber sido impresionada por su deseo de limpiar el mundo. Ella de vez en cuando da a entender que está enamorada de Fukuyama.
Nanae Kuh Haruka (ナナエクウハルカ?)
Seiyū Yukiko Iwai
Nanae es la jefa de Koyomi y Tomoka en la Agencia de Viajes Espaciales. Nanae está a cargo del departamento de personas desaparecidas y asigna a los agentes encontrar y recuperar los residentes de Seiren que accidentalmente han sido transportados a la Tierra. Ayuda a Maharu contactando a Yukinari para que los demás puedan rescatar a Miharu al final del anime.
Hijiri Kanata (彼方 ヒジリ Kanata Hijiri?)
Seiyū Aya Hisakawa
Kanata-sensei es una maestra severa en la escuela secundaria de Mizuno. En el anime, ella sirve como un subordinado de Yukina, cuya misión es observar y finalmente secuestrar Miharu Sena Kanaka. 
Hijiri había estado obsesionada con Miharu desde que ambos eran niños y Yukina se compromete a dar a Miharu a cambio de ayudar a alcanzar sus metas. Sin embargo, Hijiri es finalmente derrotada por Kirie y se olvida de Miharu y comienza a obsesionarse con Kirie en su lugar. 
El Jefe ((弟分 Otōbun?)
Seiyū Toshihide Tsuchiya
Un personaje del anime exclusivo, el jefe es un hombre alto y pesado de pocas palabras, vestido con una camisa hawaiana y suele ir acompañado de un compañero griton en un traje azul. 
Él y su compañero se cruzan con Yukinari y las rutas de los demás a lo largo de la serie, pero el jefe no habla hasta después que Miharu es secuestrada. A continuación, ayuda a Yukinari, cuenta de que la única manera de conseguir Miharu es volver a luchar por ella con todo lo que tiene.
La Señora Sasaki (?)
Seiyū: ¿?
Madre de Yukinari Sasaki, quien sólo aparece en el manga. Como Yukinari mantiene Miharu secretamente de ella, la señora Sasaki comienza a temer que los sucesos extraños en su casa se deben a los de un fantasma, pero al final decide no preocuparse por ello ya que todos lo que hacían los "fantasmas" era comer toda la comida . Más tarde deja a Yukinari para estar con su marido, quien se encuentra de viaje de negocios.
Hakana (はかな?)
Seiyū Ai Shimizu
Un fantasma que aparece en las aguas termales de Fukuyama cuando Yukinari y los otros lo visitan involuntariamente. Su nombre real sólo se menciona en los créditos. Ella fue atacada por un pervertido de noche en las mismas termas que ahora son de Kazuharu y murió cuando resbaló y se golpeó la cabeza mientras perseguía al pervertido. Ahora quiere ir a la otra vida, pero para hacerlo, debe cumplir su venganza contra un pervertido. 
Yukinari, el pervertido llamado en cuestión, es nominado a acariciarla mientras ella habita una de las chicas. Lisa trata de ser el anfitrión, pero falla y posee Kirie en su lugar. Después, Kirie le da un abrazo a Yukinari, lo que permite Hakana estar en paz y morir. Antes de desaparecer, Hakana le dice a los sentimientos de Kirie: "buena suerte".

## Adaptaciones

### Manga
Escrito e ilustrado por Mario Kaneda, el manga fue publicado originalmente el año 2000 en la revista Shonen Ace de Kadokawa Shoten y desde entonces ha sido publicada en 10 volúmenes tankōbon. El primer volumen fue publicado y lanzado en Japón por Kadokawa Shoten el 27 de junio de 2001 y el último volumen fue lanzado el 9 de abril de 2005. En inglés la serie fue lanzada por Tokyopop. Un libro fue publicado en septiembre de 2005 con el último libro que se publicó en diciembre de 2007.
La serie también ha sido aprobado en Europa y Asia. En Europa, la serie fue publicada en francés por la edición de Pika y en alemán por los tebeos de Carlson. En Asia, la serie fue publicada en inglés por Chuang Yi.
| Volumen               | !!ISBN !!          | Fecha de publicación en Japón |
| 01                    | ISBN 4-04-713435-X | 27 de junio de 2001           |
| 02                    | ISBN 4-04-713466-X | 28 de noviembre de 2001       |
| 03                    | ISBN 4-04-713491-0 | 25 de abril de 2002           |
| 04                    | ISBN 4-04-713506-2 | 28 de agosto de 2002          |
| 05                    | ISBN 4-04-713535-6 | 26 de febrero de 2003         |
| 06                    | ISBN 4-04-713570-4 | 1 de septiembre de 2003       |
| 07                    | ISBN 4-04-713616-6 | 3 de abril de 2004            |
| 08                    | ISBN 4-04-713631-X | 18 de junio de 2004           |
| 09                    | ISBN 4-04-713682-4 | 26 de noviembre de 2004       |
| 10 "Edición limitada" | ISBN 4-04-713717-0 | 26 de marzo de 2005           |

### Anime
La adaptación al anime fue dirigida por Ei Aoki y realizada por el estudio AIC. La serie se dividió en dos temporadas: la primera, de 11 episodios, se transmitió por la cadena televisiva Fuji TV y la segunda, de 13 episodios, se transmitió por WOWOW.
El anime en sí, posee la categoría de Soft hentai, con situaciones que hasta cierto punto llegan al grado Super Soft Hentai, incluso se ve algo de Tentacle, pero también al estilo Super Soft Hentai. Presenta también situaciones algo subliminales, un ejemplo sería cuando Miharu conoce por primera vez un plátano, se lo come de una forma que algunos la caracterizan como "pervertida". Presenta situaciones desnudas y algunas veces también muy pervertidas. 

#### Música
Openings
- "Going My Way"

Interpretado por: yozuca*
Episodios: 1-11
- "Ever After"

Interpretado por: yozuca*
Episodios: 12-24
Endings
- "Koko ni Iru kara" (ここにいるから…?)

Interpretado por: Miyuki Hashimoto
Episodios: 1–11
- "And Then"

Interpretado por: Miyuki Hashimoto
Episodios: 12–23
- "Ever After"

Interpretado por: yozuca*
Episodio: 24

## Diferencias entre el manga y anime
- En el anime, Koyomi sabe jugar a un juego parecido a tenis de mesa, dice incluso que fue campeona de Seiren cinco veces consecutivas, pero el manga dice que nunca ha jugado.
- Hay varios capítulos del manga que se encuentran en los primeros tomos, pero en el anime salen en la 2 temporada y así viceversas.
- En la serie anime nunca sale la madre de Yukinari, y en el manga sale en el primer libro.
- En el manga la hermana de Kazuharu Fukuyama se llama: Risa, y en el anime se cambia el nombre por: Lisa. Recordemos que esto podría ser una mala traducción por parte del doblaje en inglés, Donde R y L en japonés suenan de igual manera.
- En el manga el único amigo de Risa es un gato, y en el anime es una muñeca llamada Eri.